# Kobus
Kobus – rodzaj ssaków z podrodziny antylop (Antilopinae) w obrębie rodziny wołowatych (Bovidae).

## Rozmieszczenie geograficzne
Rodzaj obejmuje gatunki występujące na zasobnych w wodę terenach w Afryce.

## Morfologia
Długość ciała 126–235 cm, długość ogona 10–50 cm, wysokość w kłębie 77–136 cm; masa ciała samic 40–214 kg, samców 45–275 kg. Samce mają długie rogi o długości 41–92 cm z licznymi, poprzecznymi zgrubieniami. Samice mają dwie pary sutków. U samic rogi nie występują.

## Systematyka
Rodzaj zdefiniował w 1840 roku brytyjski przyrodnik Andrew Smith w publikacji swojego autorstwa dotyczącej odkryć zoologicznych podczas wyprawy w głąb Afryki Południowej w latach 1834–1836. Gatunkiem typowym jest (oznaczenie monotypowe) kob śniady (K. ellipsiprymnus).

### Etymologia
- Kobus (Kolus, Cobus, Robus): rodzima nazwa kob ‘antylopa’ używana przez Mandinka znad rzeki Gambia, po raz pierwszy użyta jako epitet gatunkowy przez Buffona[14].
- Adenota: gr. αδην adēn, αδενος adenos ‘gruczoł’; -νωτος -nōtos ‘-zady’, od νωτον nōton ‘zad, tył’[15]. Gatunek typowy (oznaczenie monotypowe): Antilope kob Erxleben, 1777.
- Hydrotragus: gr. ὑδρο- hudro- ‘wodny-’, od ὑδωρ hudōr, ὑδατος hudatos ‘woda’; τραγος tragos ‘kozioł’[16]. Gatunek typowy (oznaczenie monotypowe): Adenota leche J.E. Gray, 1850.
- Pseudokobus: gr. ψευδος pseudos ‘fałszywy’; rodzaj Kobus A. Smith, 1841[17]. Gatunek typowy (oznaczenie monotypowe): Antilope forfex C.H. Smith, 1827 (= Antiiope kob Erxleben, 1777).
- Onotragus (Onototragus): gr. ονος onos ‘osioł’; τραγος tragos ‘kozioł’[18]. Gatunek typowy: Gray wymienił dwa gatunki – Adenota lechèe J.E. Gray, 1852 (= Kobus leche J.E. Gray, 1850) i Antilope vardonii Livingstone, 1857 – z których gatunkiem typowym jest (późniejsze oznaczenie) Adenota leche J.E. Gray, 1850.

### Podział systematyczny
W zależności od ujęcia systematycznego do rodzaju zalicza się 5 (K. leche, K. megaceros, K. kob, K. vardonii i K. ellipsiprymnus) lub 12 gatunków (K. leche, K. anselli, K. kafuensis, K. smithemani, K. megaceros, K. kob, K. loderi, K. thomasi, K. leucotis, K. vardonii, K. ellipsiprymnus i K. defassa); tutaj klasyfikacja obejmująca występujące współcześnie gatunki za Mammals Diversity Database i All the Mammals of the World (2023): 
| Grafika | Gatunek              | Autor i rok opisu   | Nazwa zwyczajowa | Podgatunki         | Rozmieszczenie geograficzne | Podstawowe wymiary                         | Status IUCN |
| ------- | -------------------- | ------------------- | ---------------- | ------------------ | --- | ------------------------------------------ | ----------- |
|         | Kobus leche          | J.E. Gray, 1850     | kob moczarowy    | 5 podgatunków      | rozproszone populacje w południowej Demokratycznej Republiki Konga (bagna Upemba), środkowej i południowo-wschodniej Namibii (Pas Caprivi), północnej Botswanie (Delta Okawango) oraz zachodnim, środkowym i południowym Zimbabwe; zakres wysokości: 0–1000 m n.p.m.                            | DC: 134–180 cm DO: 30–45 cm MC: 40–135 kg  | NT          |
|         | Kobus megaceros      | (Fitzinger, 1855)   | kob nilowy       | gatunek monotypowy | bagna i sezonowo zalewane łąki w Sudanie Południowym i zachodniej Etiopii | DC: 130–180 cm DO: 45–50 cm MC: 60–120 kg  | EN          |
|         | Kobus kob            | (Erxleben, 1777)    | kob żółty        | 4 podgatunki       | Senegal na wschód do Sudanu Południowego i skrajnie południowo-zachodniej Etiopii, rozciągający się na południe do północno-wschodniej Demokratycznej Republiki Konga i Ugandy; zakres wysokości: 0–500 m n.p.m.                                                                                | DC: 160–180 cm DO: 10–15 cm MC: 40–121 kg  | LC          |
|         | Kobus vardonii       | (Livingstone, 1857) | kob lirorogi     | gatunek monotypowy | nierównomiernie w Angoli, wschodniej Namibii, północno-wschodniej Botswanie, Zimbabwe, południowo-wschodniej Demokratycznej Republice Konga, północnym i zachodnim Malawi oraz południowo-zachodniej Tanzanii                                                                                   | DC: 126–156 cm DO: 28–32 cm MC: 48–91 kg   | NT          |
|         | Kobus ellipsiprymnus | (W. Ogilby, 1833)   | kob śniady       | 2 podgatunki       | od Senegalu i Gambii na wschód do północnej Etiopii, Erytrei, i południowej Somalii, na południe przez Afrykę Wschodnią do wschodniej Botswany i północno-wschodniej Południowej Afryki; izolowane populacje w południowym Gabonie, zachodnim Kongu i Angoli; zakres wysokości: 0–3000 m n.p.m. | DC: 175–235 cm DO: 33–40 cm MC: 160–275 kg | LC          |

Kategorie IUCN:  LC  – gatunek najmniejszej troski,  NT  – gatunek bliski zagrożenia,  EN  – gatunek zagrożony.
Opisano również gatunki wymarłe w czasach prehistorycznych:
- Kobus ammolophi Geraads, Blondel, Mackaye, Likius, Vignaud & Brunet, 2009[22] (pliocen)
- Kobus ancystrocerus (Arambourg, 1947)[23] (plejstocen)
- Kobus barbarus Geraads & Amani, 1998[24] (pliocen)
- Kobus basilcookei Vrba, 2006[25] (pliocen)
- Kobus cananites Bate, 1940[26] (holocen (mezolit))
- Kobus khroumirensis (Arambourg, 1979)[27] (pliocen)
- Kobus korotorensis Geraads, Brunet, Mackaye & Vignaud, 2001[28] (pliocen)
- Kobus laticornis Harris, 2003[29] (miocen–pliocen)
- Kobus oricornus Gentry, 1985[30] (pliocen)
- Kobus presigmoidalis Harris, 2003[31] (miocen–pliocen)
- Kobus sigmoidalis Arambourg, 1941[32] (plejstocen)
- Kobus subdolus Gentry, 1980[33] (pliocen)
- Kobus tchadensis Geraads, Brunet, Mackaye & Vignaud, 2001[34] (pliocen)